# Norweski kryzys maślany

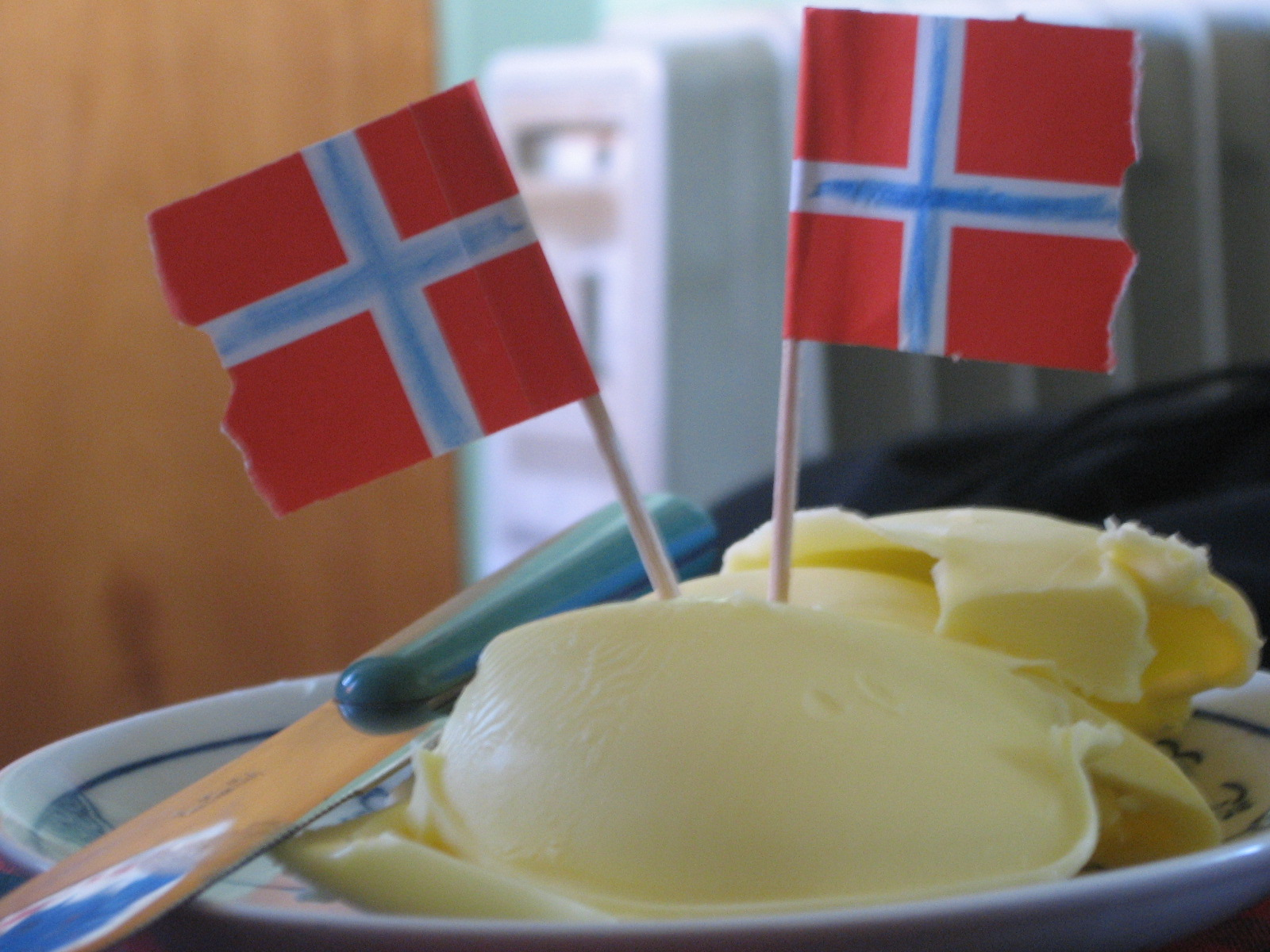
Norweskie masło

Norweski kryzys maślany – wydarzenia związane z dotkliwym niedoborem masła i gwałtownym wzrostem jego cen na rynkach w Norwegii, które rozegrały się w 2011 r. Niska podaż masła spowodowała gwałtowny wzrost cen tego produktu przy jednoczesnym szybkim wyczerpywaniu się jego zapasów w całym kraju. Według duńskiego tabloidu B.T., Norwegię ogarnęła wówczas „panika maślana” (duń. smør-panik).

## Opis wydarzenia
Ulewne deszcze, które latem nawiedziły Norwegię, wpłynęły negatywnie na wypas krów i spowodowały spadek produkcji mleka w miesiącach letnich o około 20 000 000 litrów. Niska podaż doprowadziła do wzrostu cen. Dodatkowo wg regulatora rynku popyt Norwegów na masło wzrósł – o 20% w październiku 2011 i o kolejne 30% w listopadzie 2011. W połowie grudnia 2012 porcja 250 g importowanego masła Lurpak kosztowała 300 koron (170 złotych). Maślane potrawy są tradycyjną częścią norweskich potraw świątecznych. 

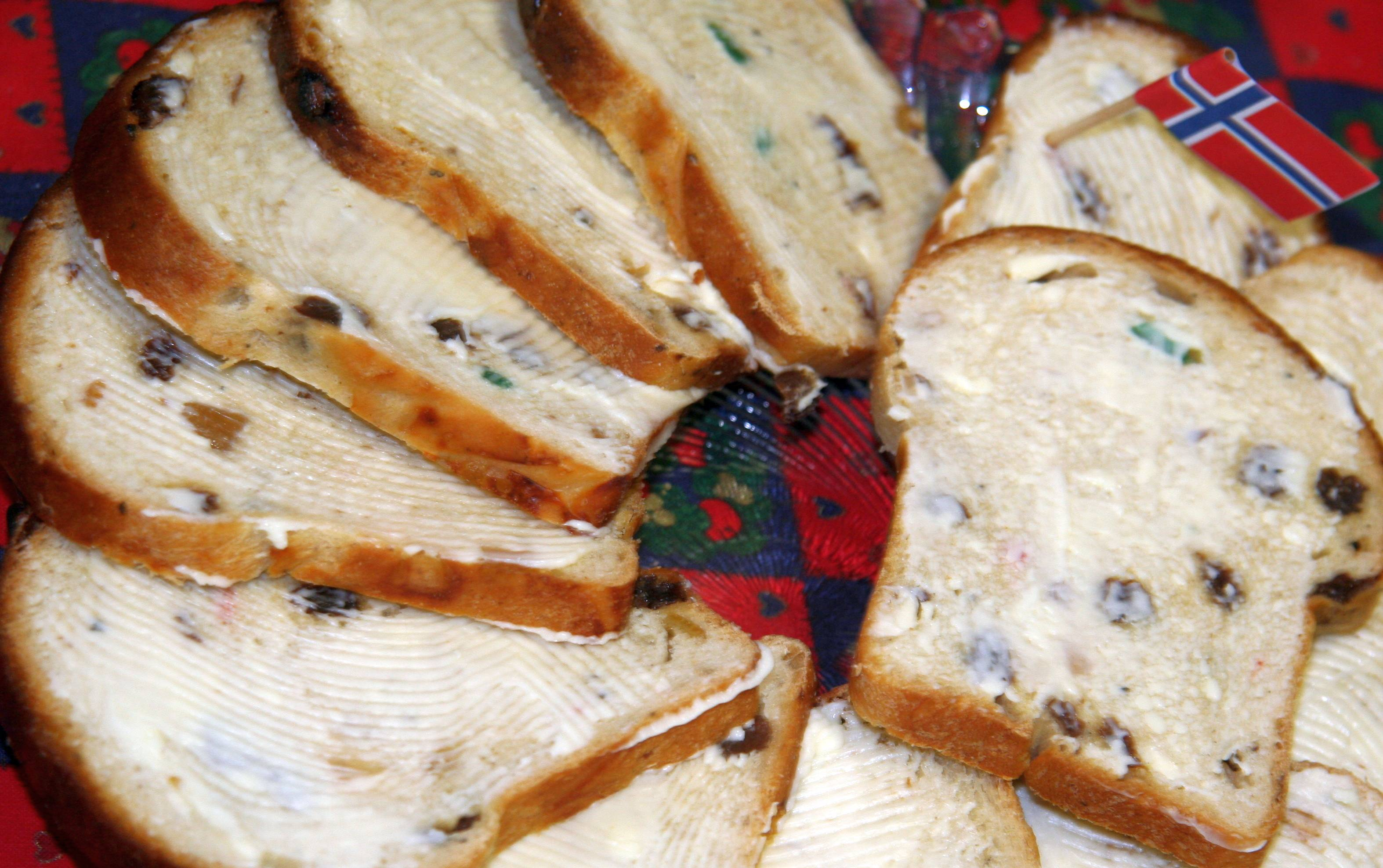
Tradycyjne norweskie ciasto świąteczne, smarowane masłem

Braki zostały wywołane wysokimi cłami importowymi nałożonymi, by chronić rodzimy rynek mleczarski przed zagraniczną konkurencją. 90% masła będącego w sprzedaży w Norwegii było produkowane w kraju. Przemysł mleczarski zanotował deficyt masła w wysokości 500-1000 ton, kiedy zapotrzebowanie na masło wzrosło o 30% od 2010 roku. Największa norweska spółdzielnia mleczarska Tine, w tym czasie produkująca 90% norweskiego masła, będąca też regulatorem rynku, była oskarżana przez producentów mleka o brak poinformowania ich o wyższych kwotach popytowych. Z powodu braku informacji rolnicy eksportowali zbyt wiele masła pomimo zbliżającego się niedoboru na rynku wewnętrznym. Obwiniana spółdzielnia Tine kryzys tłumaczyła splotem niekorzystnych warunków pogodowych skutkujących gorszą jakością paszy dla bydła oraz upowszechniającą się w Norwegii bogatą w tłuszcze dietą niskowęglowodanową.

## Reakcja na kryzys
W odpowiedzi na wzbierającą krytykę, spółdzielnia Tine poprosiła rząd o zmniejszenie ceł, by zaspokoić popyt tańszym importem z sąsiednich krajów. Rząd odpowiedział obniżeniem cła importowego o 80%, a więc z 25 koron (ok. 14 złotych) za kilogram do 4 koron za kilogram (ok. 2 zł 30 gr). Jednak rzecznik Tine stwierdził, że działania te nie zwiększą dostępności masła przed styczniem 2012 roku.
Kryzys wywołał różnorodne reakcje organizacji i osób indywidualnych w Norwegii i w sąsiednich krajach. Jedno z norweskich czasopism oferowało nowym prenumeratorom pół kilograma masła, pojawiły się też organizowane przez uczniów internetowe aukcje masła, z których dochód przeznaczany był na organizację balów maturalnych. Ujęto osoby próbujące przemycać masło przez granicę, a w szwedzkich czasopismach pojawiły się ogłoszenia oferujące przewiezienie masła do Norwegii za ceny dochodzące nawet do 460 koron norweskich (ok. 265 złotych) za opakowanie. Duński przedsiębiorca Karl Christian Lund chciał zwiększyć zainteresowanie produkowanym przez siebie masłem poprzez rozdawanie tysięcy opakowań w Kristiansand i Oslo. Z kolei szwedzkie supermarkety zachęcały Norwegów do zakupów za granicą poprzez oferowanie im darmowego masła. Sprzedaż masła w szwedzkich sklepach przygranicznych w Svinesund wzrosła dwudziestokrotnie, a 9 na 10 kupujących było Norwegami. Duńska telewizja wystosowała do widzów „awaryjne wezwanie” o przysyłanie masła i zebrała 4000 opakowań do dystrybucji wśród żądnych masła Norwegów. Masło pojawiło się też w asortymencie sklepów wolnocłowych na duńskich lotniskach i promach.

## Następstwa wydarzenia
W wyniku kryzysu maślanego norwescy sprzedawcy detaliczni ponieśli straty o szacowanej wartości 43 milionów koron norweskich. Partia Postępu zażądała, aby Tine (największa norweska spółdzielnia mleczarska) wypłaciła sprzedawcom detalicznym rekompensatę za straty. W 2012 roku Tine w obawie przed powtórzeniem się sytuacji kryzysowej zwróciła się do Norweskiej Administracji Rolnej o obniżenie ceł na importowane masło w okresie od 1 września do połowy października.